# Cantera

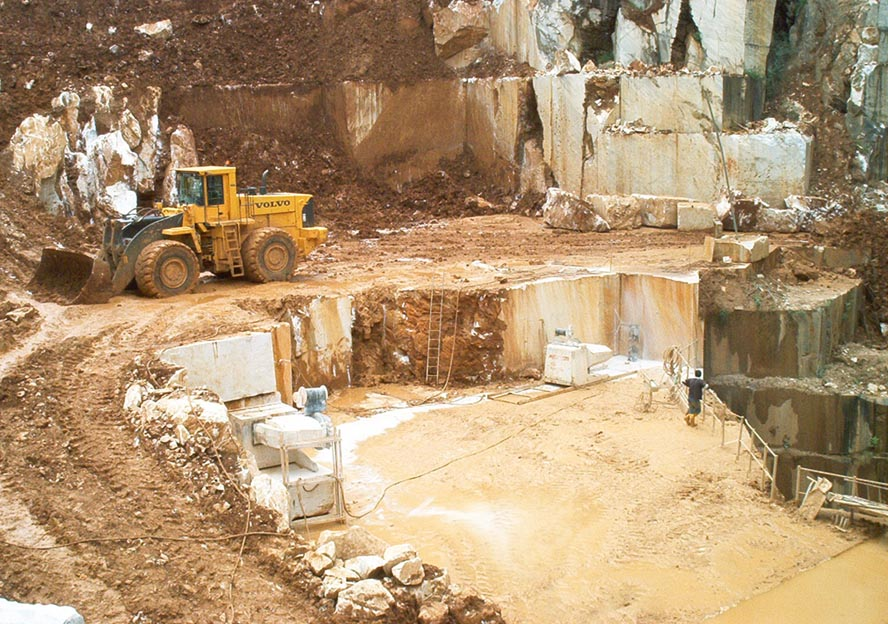
Cantera de mármol en Carrara, Toscana, Italia.

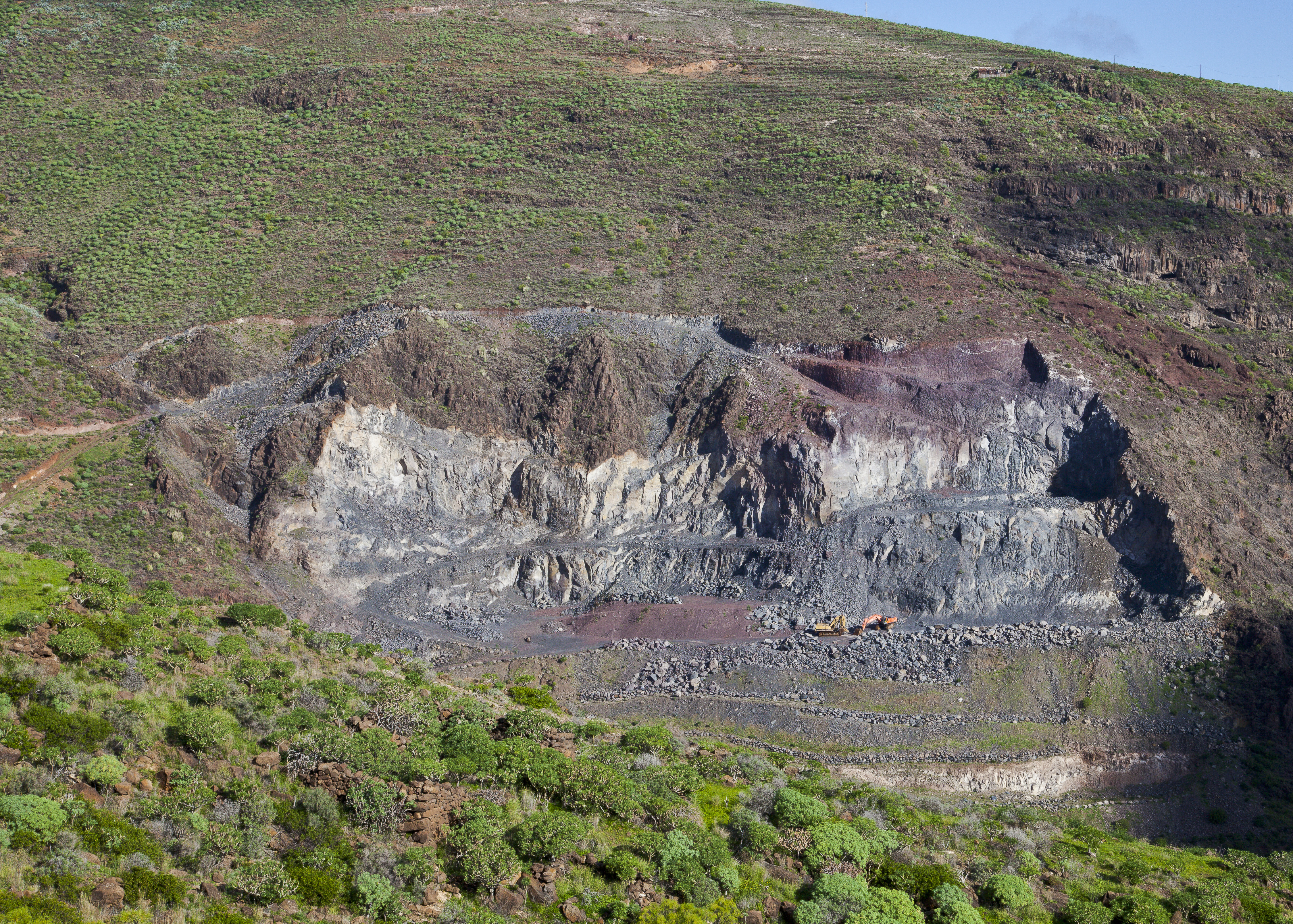
Cantera en la isla de La Gomera, Canarias, España.

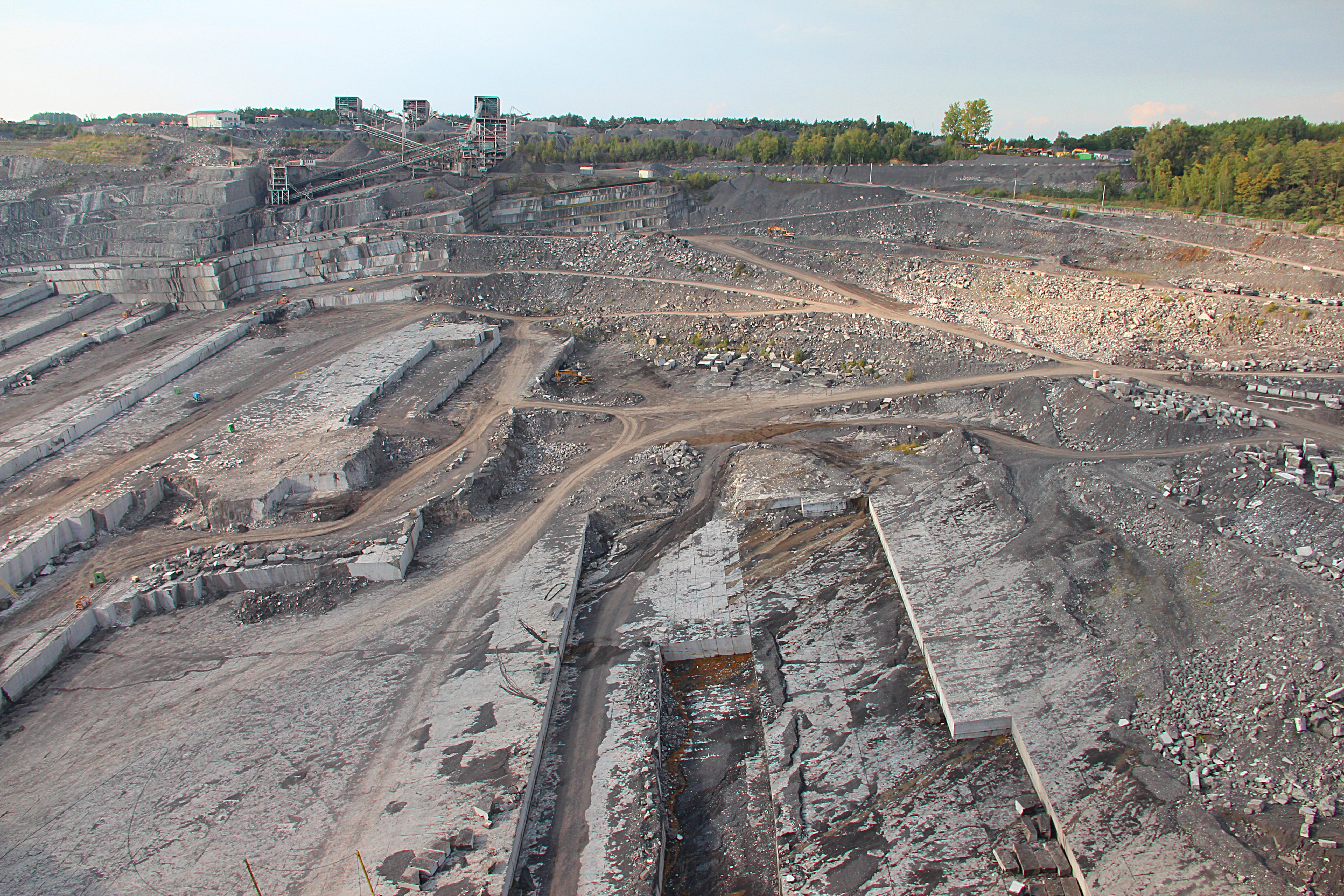
Canteras de Soignies, provincia de Henao, Bélgica.

Una cantera es una explotación minera, generalmente a cielo abierto, en la que se obtienen rocas industriales, ornamentales o áridos. Las canteras suelen ser explotaciones de pequeño tamaño, aunque el conjunto de ellas representa, probablemente, el mayor volumen de la minería mundial. La operación de las canteras en algunas jurisdicciones se encuentra regulada para reducir su impacto ambiental.
modificado
Los productos obtenidos en las canteras, a diferencia del resto de las explotaciones mineras, no son sometidos a concentración. Las principales rocas obtenidas en las canteras son: mármoles, granitos, calizas, travertinos y pizarras.
Toda cantera tiene una vida útil, y una vez agotada, el abandono de la actividad puede originar problemas de carácter ambiental, principalmente relacionados con la destrucción del paisaje.
Se pueden localizar en la localidad de Macael, Almería, España, una gran concentración de canteras de mármol blanco, el cual es extraído y elaborado para diferentes construcciones y objetos de decoración.

## Historia
El hombre empezó a cavar la tierra con herramientas rudimentarias, de madera, cuerno o hueso para las tierras blandas, de pedernal, para las rocas. Para dar forma a las rocas blandas, utilizó herramientas de roca dura. Pero para dar forma a las rocas duras, tuvo que esperar la llegada de los metales, poderosos abrasivos como los diamantes, y luego la de los explosivos.
Las primeras explotaciones se hicieron de forma natural, hace más de 5.000 años, recogiendo piedras en la superficie del suelo. Las piedras tomadas en estado bruto se utilizan en la construcción de muros de piedra seca. Los cantos rodados de los ríos son un material de elección pero de difícil ejecución sin argamasa, por lo que se cimentan mediante morteros de arcilla, llevados in situ cuando es posible. La búsqueda de piedras a profundidades cada vez mayores condujo al establecimiento de canteras a cielo abierto o subterráneas. Así, ya en el Neolítico, en las minas de pedernal neolíticas de Spiennes (Henao), los hombres contemporáneos a los dólmenes excavan pozos y galerías para obtener pedernal calcáreo, más fácil de utilizar que los cantos rodados incluidos en los limos.
En el mundo antiguo, poco a poco se fue haciendo patente la necesidad de encontrar las piedras más adecuadas para su destino. El trabajo de extracción y corte de las piedras se realiza en varias etapas: después del trabajo de "descubrimiento" de los bancos de piedra aptos para producir las piedras, duras o blandas, compatibles con su destino, comienza el propio trabajo de extracción. Para desprender los bloques que se pueden moldear, el cantero hace uso, en casos muy raros, de estratos naturales y grietas, más a menudo debe cavar surcos, en el pico, delimitando el volumen y la forma de las piedras de manera que tendrá que llevarse a cabo.
Según Eugène Viollet-le-Duc, los romanos fueron los exploradores de canteras más inteligentes que jamás existieron. “Las construcciones de piedra que dejaron están siempre construidas con los mejores materiales que se podían conseguir en las inmediaciones de sus monumentos. No hay edificio romano cuyas piedras sean de calidad mediocre; cuando éstos carecían por completo de un radio extenso, emplearon cantos rodados o ladrillos, en lugar de usar piedra de construcción de calidad inferior; y si se quiere tener buena piedra labrada en una región donde los romanos erigieron monumentos, sólo es cuestión de buscar canteras romanas".
Las herramientas de los canteros romanos consistían en picos, cuñas, palancas para extraer, sierras para cortar bloques, cinceles y martillos, mazos.
La Antigua Roma, la Edad Media, el Renacimiento, hasta el siglo XIX hicieron un uso masivo de la piedra natural en arquitecturas de prestigio.
A las técnicas tradicionales de corte, por sangrado con pico, en esquina, con mazo ejecutado con el brazo de un hombre, sucede el trabajo mecánico y "ciego" de las máquinas: el impacto mecánico del martillo neumático , la motosierra, el taladro rotativo (de la barrena a la rotativa), el taladro percutor el chorro de agua a presión o incluso el láser de potencia.
La piedra dejó de ocupar el lugar preponderante multisecular que tenía en la construcción con la invención del hormigón (piedra artificial), más fácil de utilizar.
Las piedras de construcción (pizarras, las llamadas piedras de corte dimensional, lápidas y piedras ornamentales) representan solo una parte pequeña pero lucrativa de la producción de rocas. En Francia, si consideramos todas las rocas voladas, las canteras superan en tonelaje la producción de las minas. Cada año en Francia, se extraen  200 millones de toneladas (MT) de materia mineral rocosa (excluyendo aluviones, morrenas y otros empréstitos de suelos sueltos, que representan aún más) que se dividen entre: carbón y minerales (10 MT ); cemento piedra y yeso (10 MT ); agregados de concreto, caminos, balasto (150  MT); bloques para escollera (diques marinos, obras portuarias) (30  MT ).

## Organización, estructura de una cantera
Además de talleres, sistemas de pesaje, reservas de combustible y equipos de explotación… una cantera suele estar formada por zonas específicas, que evolucionan en el espacio y en el tiempo con el avance de los frentes de trabajo, etc.
Caras de trabajo

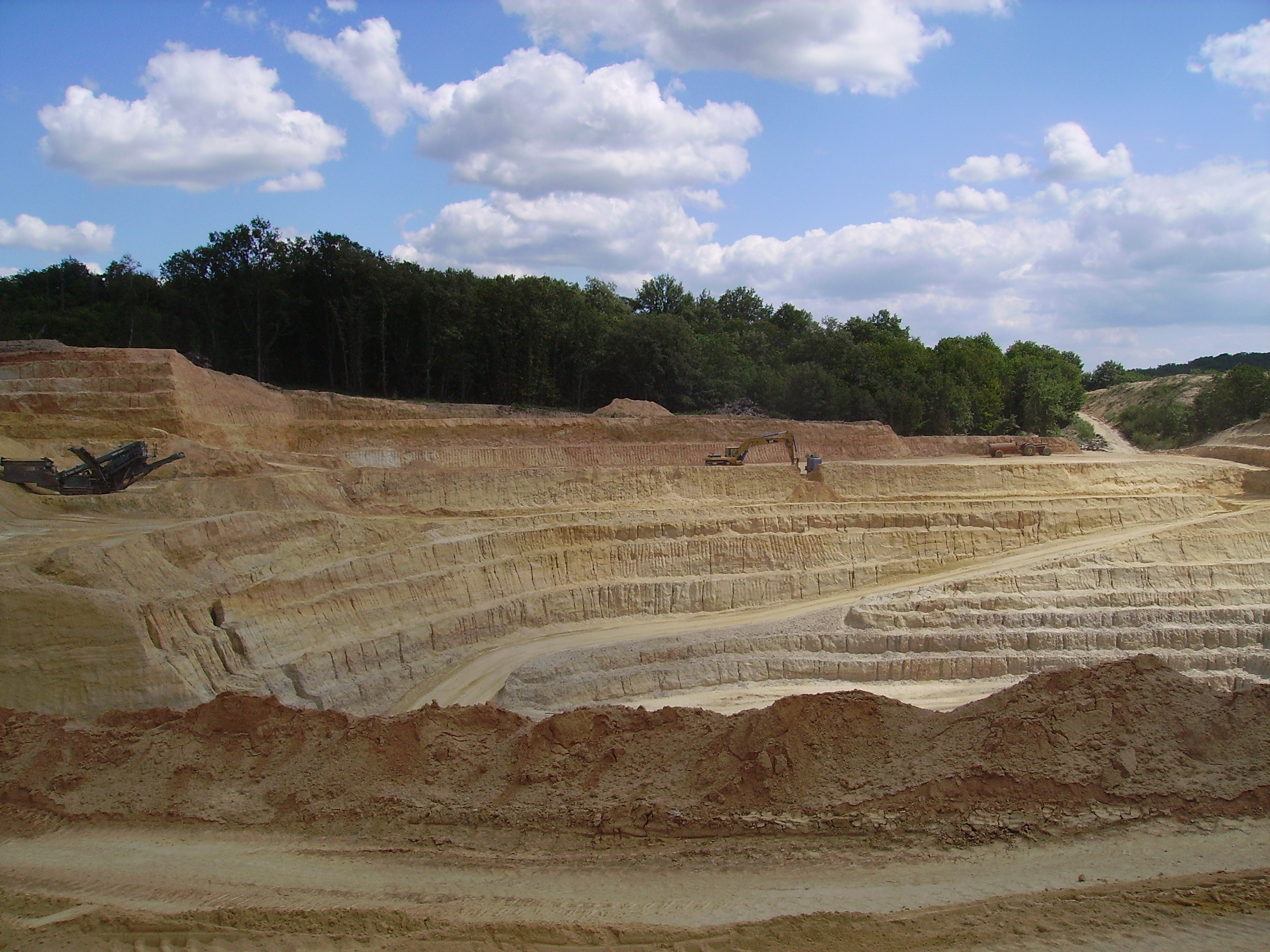
Cantera de cuarzo de Peyrilles (Francia): se observan los frentes de trabajo separados por bancos y un camino de acceso.

son los flancos (a menudo verticales o casi) resultantes del corte de la roca (a veces aserrada, antes hendida y hoy más a menudo cortada por voladuras (ej). Se pueden organizar varios frentes superpuestos en gradas, con una altura reglamentaria de cada uno frente, establecido según el riesgo de derrumbe En Francia según el ENCEM, el escalón situado entre dos bancos no debe exceder de 15  m (y hasta 30  m con excepción). Se dice que un frente es "más bajo" (del yacimiento explotado) o descubrimiento (constituido por materiales superficiales alterados llamados materiales de descubrimiento ).
Bancos
Los bancos horizontales y a menudo de varias decenas de metros de ancho (zona de movimiento de maquinaria), separan las caras de trabajo (el cantero llama escalón a la combinación de una fuente y su asiento inferior). Al final de la explotación, cuando los frentes de corte han avanzado, los bancos “residuales” suelen medir menos de cinco metros.
Azulejo
está en el fondo del tajo la meseta horizontal formada por el avance progresivo de los frentes. Puede llegar a cientos de hectáreas en canteras muy grandes.
Red de vías
Las vías permiten que las máquinas circulen entre las diferentes áreas de una cantera. Cada pista tiene generalmente unos 10  m de ancho .
Almenas
Las almenas  son depósitos lineales de 2 a 4  m de altura, generalmente de algunos metros (5 a 10  m ) de ancho depositados en la periferia de la cantera para limitar el ruido, ocultar y delimitar el sitio. Allí se depositan generalmente tierra vegetal y residuos de cantera, que pueden ser reutilizados durante la rehabilitación, al final de las operaciones.
Terril (o escombrera)
El terril es una importante acumulación de materiales sin interés comercial (“estériles”), resultantes del desbroce superficial o de la producción profunda que puede alcanzar varias hectáreas y decenas de metros de altura, en ocasiones se utilizan para rellenos parciales de la carrera al final de la vida.
Cuencas
se puede instalar un depósito de deshidratación cerca de la fosa o en el fondo de la fosa. Recibe agua de lluvia y escorrentía o del bombeo de aguas subterráneas (agua de drenaje). Es un lugar de almacenamiento permanente o temporal (en regiones lluviosas donde se debe evacuar el agua para no ahogar la cantera. En sustratos drenantes, a veces no es necesario). Uno o más estanques de sedimentación recuperan la MSA ( materia en suspensión en el agua). Su agua puede ser reutilizada para el lavado de materiales (circuito cerrado) o para el tratamiento de aguas de mina antes de su vertido al medio natural. Entonces es necesaria una limpieza periódica de los lodos sedimentados.

## Métodos de extracción
Los métodos de explotación de canteras incluyen:
1. Excavación: este método se utiliza cuando la cantera está formada por trozos de piedra pequeños y blandos.
2. Calentamiento: este método se utiliza cuando el lecho de roca natural es horizontal y de pequeño espesor.
3. Cuña: este método se utiliza cuando la roca dura consta de fisuras naturales. Cuando no hay fisuras naturales, se preparan fisuras artificiales mediante la perforación de barrenos.
4. Voladura: es el proceso de arranque con la detonación de los explosivos dentro de los barrenos. La línea de menor resistencia juega un papel muy importante en el proceso de voladura.

En el proceso de voladura se utilizan los siguientes pasos; 
1. Perforación: los barrenos se perforan utilizando máquinas de perforación.
2. Carga: los explosivos se introducen en los barrenos.
3. Retacado: la boca de los barrenos se rellena con detritus de perforación o con arcilla.
4. Disparo: los explosivos se detonan mediante corriente eléctrica o una onda de choque.

## Problemas

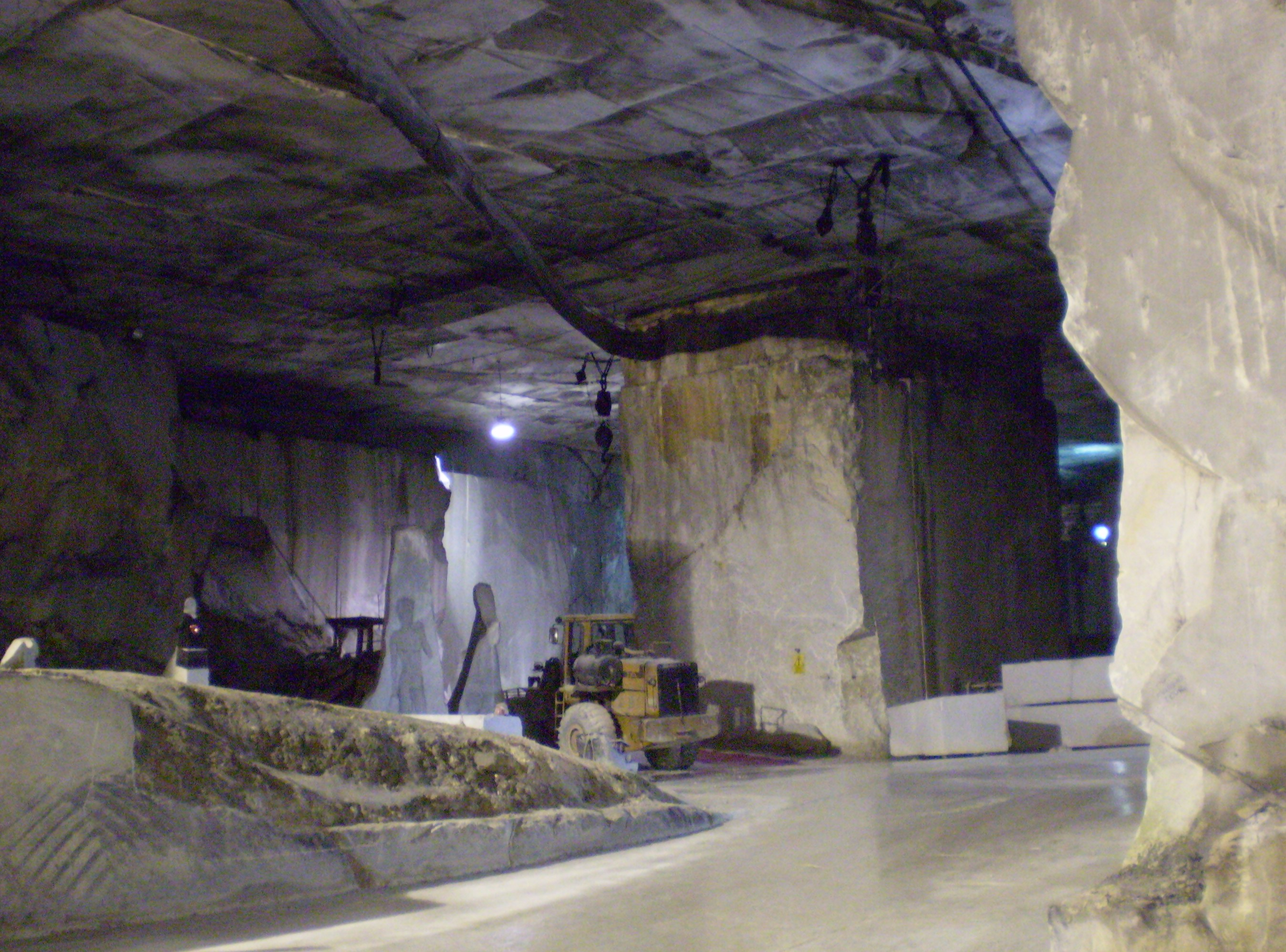
Trabajo de extracción en una cantera de mármol en Carrara, Italia.

Las canteras situadas en zonas llanas con aguas subterráneas poco profundas o que se encuentran cerca de aguas superficiales suelen tener problemas de ingeniería con el drenaje. Por lo general, el agua se elimina mediante el bombeo mientras la cantera está en funcionamiento, pero en el caso de grandes afluencias pueden ser necesarios enfoques más complejos. Por ejemplo, la cantera Coquina está excavada a más de 60 pies (18,3 m) por debajo del nivel del mar.
Para reducir las filtraciones superficiales, se construyó un foso revestido de arcilla alrededor de toda la cantera. [El agua subterránea que entra en la cantera se bombea hacia el foso. A medida que una cantera se hace más profunda, las entradas de agua generalmente aumentan y también se hace más costoso elevar el agua durante la extracción; esto puede convertirse en el factor limitante de la profundidad de la cantera. Algunas canteras llenas de agua se trabajan por debajo del agua, mediante dragado.
Muchas personas y municipios consideran que las canteras son una monstruosidad y exigen diversos métodos de reducción de los problemas de ruido, polvo y apariencia. Uno de los ejemplos más eficaces y famosos de restauración de canteras es el de los Jardines Butchart en Victoria, BC, Canadá.
Otro problema es la contaminación de las carreteras por los camiones que salen de las canteras. Para controlar y restringir la contaminación de las vías públicas, cada vez son más comunes los sistemas de lavado de ruedas.

### Los lagos de las canteras
Muchas canteras se llenan de agua de forma natural tras su abandono y se convierten en lago. Otras se convierten en vertederos.
Las canteras llenas de agua pueden ser muy profundas, a menudo 50 pies (15,2 m) o más, y sorprendentemente frías, por lo que generalmente no se recomienda nadar en los lagos de las canteras. El agua inesperadamente fría puede hacer que los músculos del nadador se debiliten repentinamente; también puede causar shock e incluso hipotermia. Aunque el agua de las canteras suele ser muy clara, las piedras de cantera sumergidas, los equipos abandonados, los animales muertos y las fuertes corrientes hacen que bucear en ellas sea extremadamente peligroso. Varias personas se ahogan en las canteras cada año. Sin embargo, muchas canteras inactivas se convierten en lugares de baño seguros.
Dichos lagos, incluso los que se encuentran dentro de canteras activas, pueden proporcionar un hábitat importante para los animales.

Una cantera de piedra caliza abandonada en Rummu, Estonia.

### Riesgos laborales
Las tareas en una cantera conllevan una serie de riesgos para la salud de los trabajadores. Los riesgos más usuales son:
- estabilidad de la batea / fallo del suelo / desprendimiento de rocas
- vuelco de las maquinarias y colisión de las maquinarias
- incendio y/o explosión (incluyendo el incendio de maquinarias, los fallos de encendido y la roca volante)
- exposición al polvo respirable (incluida la sílice cristalina)
- pérdida de ventilación y atmósferas contaminadas (incluidos los gases de explosión y los espacios confinados)
- cianuro de sodio y sus productos de reacción
- enredos en maquinaria como cintas transportadoras, trituradoras y cribas
- ruido de maquinaria como trituradoras y compresores
- caídas de altura (incluida la proximidad a aberturas peligrosas)
- lesiones por levantar, transportar, empujar y tirar de cargas pesadas
- fatiga

## En México
En México, también se conoce como cantera a un tipo específico de roca volcánica (toba volcánica) característica de varias regiones del país. Este tipo de roca ha sido empleada en la escultura y la arquitectura regional desde la época prehispánica y durante el período colonial, principalmente.[cita requerida]
El estado de Oaxaca, es famoso por su arquitectura barroca de cantera verde. La cantera rosa es típica de los edificios históricos de Degollado, San Luis Potosí, Morelia, Zacatecas y San Miguel el Alto. Otros tipos de cantera también se encuentran en los principales monumentos de la ciudad de Guadalajara, de cantera gris y amarilla.[cita requerida]
En la actualidad, sigue siendo utilizada en la construcción como recubrimiento y manufactura de elementos decorativos tales como fuentes, chimeneas, columnas, etcétera.[cita requerida]
En el estado de Jalisco, hay tres municipios Degollado, Yahualica de González Gallo y San Miguel el Alto que se dedican a la explotación minera de cantera y elaboración de artesanías. En estas ciudades sus centros históricos están creados a base de este material destacando sus principales edificios arquitectónicos.[cita requerida]
En la comunidad de Escolásticas, en el municipio de Pedro Escobedo, en el estado de Querétaro, es muy conocido el arte elaborado con diferentes tipos de cantera.[cita requerida] En la ciudad de San Luis Potosí se hallan importantes edificaciones construidas con la cantera extraída de la cercana sierra de San Miguelito.